# Krośnica (Krościenko nad Dunajcem)
Krośnica ist eine Ortschaft mit einem Schulzenamt der Gemeinde Krościenko nad Dunajcem im Powiat Nowotarski der Woiwodschaft Kleinpolen in Polen.

## Geographie

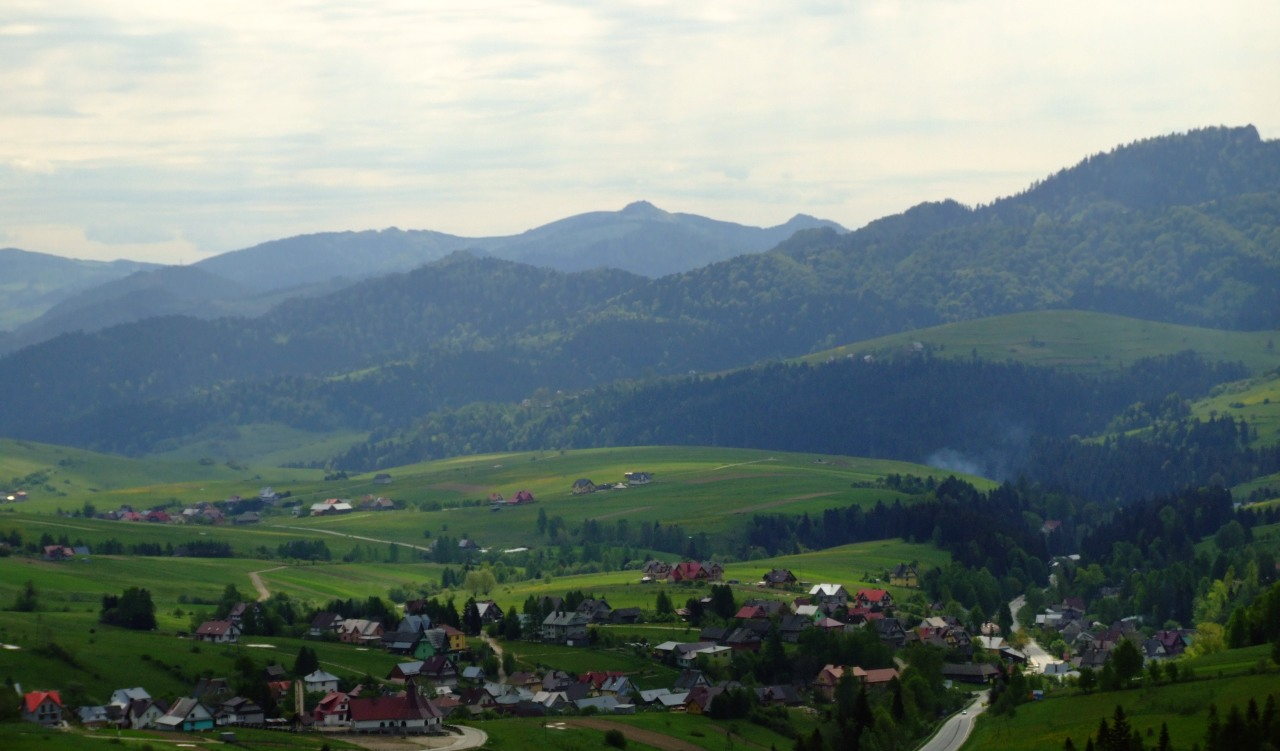
Ortsansicht

Der Ort liegt am gleichnamigen Bach zwischen den Gorcen im Norden und den Pieninen im Süden.

## Geschichte
Der Ort entwickelte sich aus Rodungsinseln etwa im 15. Jahrhundert.
Bei der Ersten Teilung Polens kam das Dorf 1772 zum neuen Königreich Galizien und Lodomerien des habsburgischen Kaiserreichs (ab 1804).
1918, nach dem Ende des Ersten Weltkriegs und dem Zusammenbruch der k.u.k. Monarchie, kam Krośnica zu Polen. Unterbrochen wurde dies nur durch die Besetzung Polens durch die Wehrmacht im Zweiten Weltkrieg.
Von 1975 bis 1998 gehörte Krośnica zur Woiwodschaft Nowy Sącz.